# 구천면로
구천면로(九川面路, Gucheonmyeon-ro)는 서울특별시 광진구 광장동 광진교 북단에서 서울특별시 강동구 상일동 고덕주공아파트 6단지까지의 왕복 4차로 도로이다. 명칭은 강동구의 전신인 구천면에서 유래되었다.

## 역사
- 1972년 11월 26일 : 천호로(광진교 북단 - 상일동 서울특별시계, 7.8 km)로 명명.
- 1984년 11월 7일 : 천호로에서 구천면길로 변경, 천호대로 개통으로 종점이 상일동 서울특별시계에서 서울상일초등학교로 단축(6.5 km).
- 1997년 10월 14일 : 종점이 서울상일초등학교에서 한영고등학교사거리로 단축(5.2 km).
- 2009년 7월 10일 : 도로명주소법 개정으로 구천면길에서 구천면로로 변경, 상일언덕길과 통합하여 종점이 한영고등학교에서 고덕주공아파트 6단지로 연장(6.5 km).

옛 조선시대부터 서울과 하남을 잇는 유일한 도로이었다.

## 구간
서울특별시 광진구
광진교 북단 - 광진교
서울특별시 강동구
광진교남단사거리 - 천호구사거리, 천호시장 - 고분다리시장입구 - 서울천일초등학교 - 서울천호초등학교 - 천호동 우성아파트 - 명일역 - 명일여자고등학교 - 한영고등학교 - 강동고등학교 - 고덕주공아파트 6단지